# Cantón de Ussel-Este
El cantón de Ussel-Este era una división administrativa francesa, que estaba situada en el departamento de Corrèze y la región de Limusín.

## Composición
El cantón estaba formado por cinco comunas, más una fracción de la comuna que le daba su nombre:
- Mestes
- Saint-Étienne-aux-Clos
- Saint-Exupéry-les-Roches
- Saint-Fréjoux
- Ussel (fracción)
- Valiergues

## Supresión del cantón de Ussel-Este
En aplicación del Decreto n.º 2014-228 de 24 de febrero de 2014, el cantón de Ussel-Este fue suprimido el 22 de marzo de 2015 y sus 6 comunas pasaron a formar parte; cinco del nuevo cantón de Alta Dordoña y la fracción de la comuna que le daba su nombre se reagrupó con la otra fracción para formar el nuevo cantón de Ussel.